# Ryne Sanborn
Ryne Andrew Sanborn (Salt Lake City, Utah, 1989. február 3. –) amerikai jégkorongjátékos, egykori színész. 
A Szerelmes hangjegyek-trilógiával vált ismertté, melyben ő játszotta Jason szerepét. Ezen kívül három filmben is kapott kisebb-nagyobb szerepet. Korábban a Utah állambeli Taylorsvillei Gimnáziumba járt, ahol záróvizsgáit 2007-ben rakta le sikeresen. Egyik kedvenc elfoglaltsága a jégkorong. Hivatalos játékos a Taylorsvillei Jégkorongcsapatban és a Utah Stars csapatban is.

## Filmográfia
- Not in This Town
- Going to The Matt
- Szerelmes hangjegyek
- Szerelmes hangjegyek 2.
- The Adventures of Food Boy
- High School Musical 3. – Végzősök

## Fordítás
- Ez a szócikk részben vagy egészben  a   Ryne_Sanborn című angol Wikipédia-szócikk fordításán alapul.  Az eredeti cikk szerkesztőit annak laptörténete sorolja fel. Ez a jelzés csupán a megfogalmazás eredetét és a szerzői jogokat jelzi, nem szolgál a cikkben szereplő információk forrásmegjelöléseként.